# Clitandre
Clitandre est la deuxième pièce de théâtre de Pierre Corneille, tragi-comédie écrite en 1630. Elle est créée pendant l'hiver 1631-1632 au théâtre de l'Hôtel de Bourgogne (Paris).
La pièce est dédiée au duc de Longueville qui aida les débuts du jeune Corneille, petit-fils de son bailli de Longueville. Corneille la modifiera à de très nombreuses reprises, notamment en 1660, à l'occasion des différentes rééditions afin de l'adapter au genre de la tragédie, davantage en phase avec l'évolution de son siècle qui tend vers un raffinement des mœurs.
La pièce n'est entrée au répertoire de la Comédie-Française qu'en 1996, dans une mise en scène de Muriel Mayette. L'immense complexité de l'intrigue justifie que la Comédie-Française ait mis autant de temps.

## Personnages
- Le Roi
- Le Prince, fils du Roi
- Rosidor, favori du Roi, et amant de Caliste
- Clitandre, favori du Prince, et amoureux aussi de Caliste, mais dédaigné
- Pymante, amoureux de Dorise, et dédaigné
- Caliste, maîtresse de Rosidor et de Clitandre
- Lysarque, écuyer de Rosidor
- Géronte, écuyer de Clitandre
- Cléon, gentilhomme suivant la cour
- Lycaste, page de Clitandre
- Le Geôlier
- Trois Archers
- Trois Veneurs

## Résumé
Rosidor aime et est aimé de Caliste. Clitandre aime Caliste, mais elle le dédaigne. Dorise est aimée de Pymante, mais elle aime également Rosidor. Pymante est amoureux de Dorise, qui le repousse.

### Acte I
Rosidor apprend que Clitandre est son rival et dit à Lysarque qu'il veut le battre. Dorise devient de plus en plus jalouse de Caliste et Rosidor; elle réussit à repousser leur mariage, mais elle décide de tuer Caliste. Elle fait croire à Caliste que Rosidor la trompe avec Hippolyte afin d'attire Caliste dans une forêt. En même temps, Pymante tente d'attirer Rosidor dans un piège grâce à un faux cartel écrit par Géronte au nom de son maître Clitandre. Rosidor est donc poursuivi par Pymante, Lycaste et Géronte, qui sont déguisés et masqués. Ils arrivent au même endroit où Dorise est sur le point d'assassiner Caliste avec une épée qu'elle a trouvé dans les alentours. Rosidor tue Lycaste, puis il saisit l'épée que Dorise tient sans la reconnaître. Il tue Géronte, mais Pymante s'enfuit. En regardant les hommes morts, Rosidor croit que Clitandre a organisé le piège. Rosidor est blessé et Caliste l'aide à retourner à la Cour.

### Acte II
Pymante s'est caché dans une caverne, il enlève son masque et il se jure de tuer Rosidor. Il croise Lysarque et trois archers qui lui demandent s'il a vu deux cavaliers. Il répond que non et qu'il était en train d'attendre sa maîtresse. Lysarque le croit. Clitandre est avec le Prince tandis que tout cela se passe et il explique qu'il ne pourrait pas devenir violent afin de séduire Caliste. Le Roi appelle Clitandre. Dorise est toujours dans la forêt et elle n'ose pas retourner à la cour, donc elle se déguise avec les vêtements de Géronte. Pymante arrive, croit qu'elle est Géronte et court pour l'embrasser, mais Dorise pense qu'il la prend pour Rosidor, et qu'il la poignarde en l'embrassant. Toujours en pensant que c'est Géronte, il l'emmène dans une caverne. Il se dit que si c'est vraiment Dorise, il va essayer d'obtenir des faveurs de sa part, ou si c'est Géronte, il va se débarrasser d'un témoin.

### Acte III
Rosidor et le Roi se parlent, le Roi croit que Clitandre est un traître et qu'il a blessé Rosidor, son favori. Clitandre est envoyé en prison et le Roi le condamne à mort le jour même.
Pymante et Dorise sont dans la caverne, Dorise révèle sa veritable identité. Dorise lui dit qu'elle est amoureuse de Rosidor. Pymante est jaloux et tient Dorise captive dans la caverne.
Cléon et Lysarque se parlent et ils se demandent si Clitandre est vraiment le coupable.

### Acte IV
Pymante veut user de force sur Dorise dans la caverne, elle lui crève un œil au moyen du poinçon qui est dans ses cheveux. Dorise s'échappe et se cache à l'extérieur de la caverne. Pymante, dans un monologue, déclare que son amour pour Dorise a expiré.
Le Prince est séparé de ses troupes lors d'une tempête. Il découvre Pymante et Dorise et Pymante se bat contre le Prince. Trois Veneurs arrivent et parlent avec le Prince, qui reconnaît enfin Pymante et Dorise, qui est toujours déguisée dans les vêtements de Géronte. Le Prince apprend que les accusations contre Clitandre sont fausses, Cléon l'encourage d'essayer de sauver Clitandre.

### Acte V
Le Prince arrive à temps à la cour pour que l'innocence de Clitandre soit reconnue. Clitandre déclare qu'il ne veut plus épouser Caliste. Le Roi consent au mariage de Rosidor et Caliste et Pymante est envoyé devant le Conseil pour être jugé. Le Prince obtient le pardon pour Dorise, mais elle craint que sa réputation ne pâtisse de sa tentative de meurtre sur Caliste. Le Prince lui propose d'épouser Clitandre,.

## Avis sur la pièce
Pierre Corneille a écrit lui-même quelques remarques critiques sur son œuvre :

« Pour la constitution elle est si désordonnée que vous avez de la peine à deviner qui sont les premiers acteurs. Rosidor et Caliste sont ceux qui paraissent le plus par l'avantage de leur caractère et de leur amour mutuel ; mais leur action finit dès le premier acte avec leur péril, et ce qu'ils disent au troisième et cinquième ne fait que montrer leurs visages, attendant que les autres achèvent. (...) Clitandre autour de qui semble tourner le nœud de la pièce, puisque les premières actions vont à le faire coupable et les dernières à le justifier, n'en peut être qu'un héros bien ennuyeux qui n'est introduit que pour déclamer en prison, et ne parle pas même à cette maîtresse, dont les dédains servent de couleur à le faire passer pour criminel. Tout le cinquième acte languit. (...) Les monologues sont trop longs et trop fréquents en cette pièce ; c'était une beauté en ce temps-là. Les comédiens les souhaitaient et croyaient y paraître avec plus d'avantage. »